# فرانسيسكو لونجو مانشيني
فرانسيسكو لونجو مانشيني (بالإيطالية: Francesco Longo Mancini)‏ هو رسام إيطالي، ولد في 5 ديسمبر 1880 في قطانية في إيطاليا، وتوفي في 1954 في روما في إيطاليا.